# Col de la Roue
Le col de la Roue (en italien : Colle della Rhô) est un col de montagne à 2 541 ou 2 557 ou 2 562 mètres d’altitude, à la limite entre le massif des Cerces et le massif du Mont-Cenis.

## Géographie
Le col est situé à la frontière entre la France et l’Italie. Il relie, du sud au nord, Bardonnèche (ville métropolitaine de Turin) à Modane (Savoie). Il a la forme d’une large selle entre la Gran Bagna (it) (3 080 m) au sud-ouest et la Punta Nera (it) (3 046 m) à l’est. À 500 m à l'est se trouve le Petit col de la Roue (2 653 m).

## Histoire

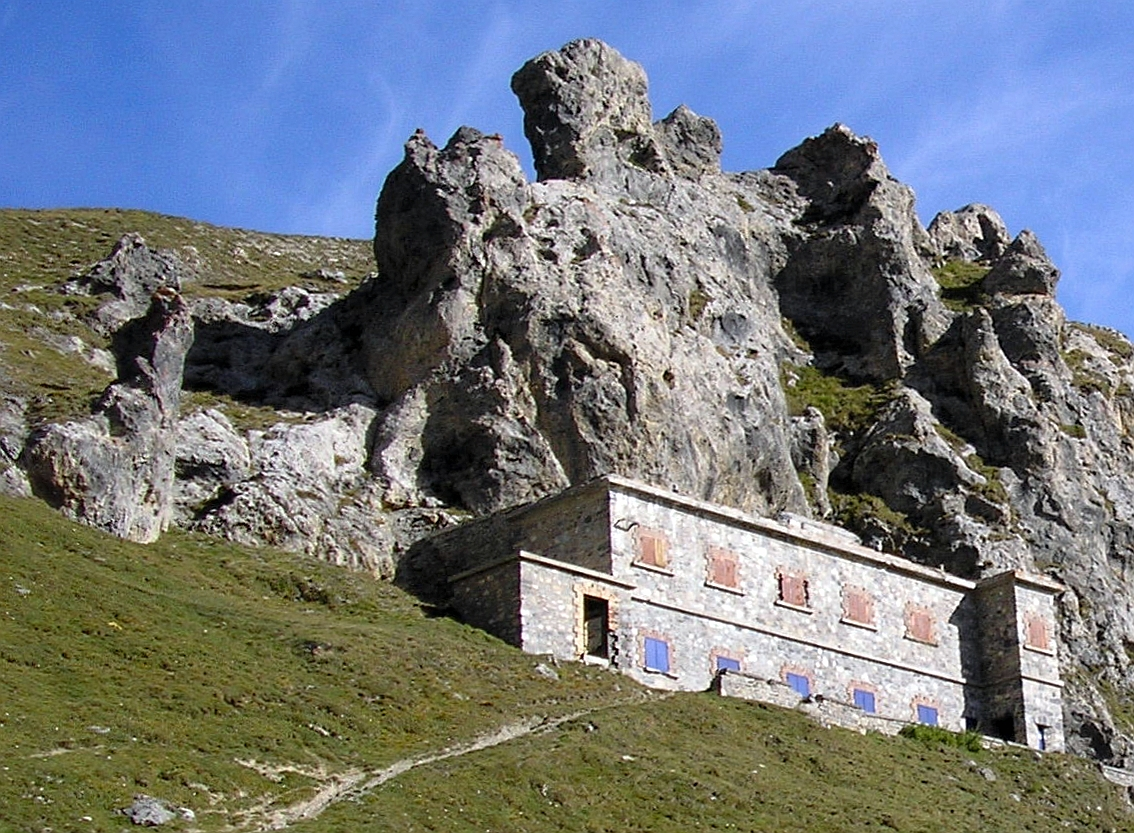
Pian dei Morti : ancienne casemate, côté italien.

Pendant l’Antiquité, le col de la Roue a été l’un des passages les plus fréquentés entre le val de Suse et la Maurienne ; on a retrouvé aux alentours des pièces de monnaie de la Rome antique.
Le col a été le théâtre de combats ou d’accrochages depuis le Moyen Âge entre le Dauphiné et le duché de Savoie, jusqu’aux traités d'Utrecht (1713), et depuis 1860 (annexion de la Savoie) entre la France et l’Italie.
Les derniers combats remontent à la bataille des Alpes (juin 1940).